# Коста Тимотијевић
Коста Тимотијевић (Грошница, 21. мај 1870 — Београд, 1. фебруар 1939) је био српски политичар. Био је више пута министар правде Краљевине Србије и Краљевине СХС, а једном је био министар унутрашњих послова Краљевине СХС. У време кризе владе октобра 1924, добио је мандат за састав нове владе, без успеха.
Био је сенатор Краљевине Југославије од 1932. до 1938. године.
Његов син Синиша је био разочарани учесник Шпанског грађанског рата, на страни републиканаца.